# Provincia de Tarfaya
La provincia de Tarfaya (en árabe, إقليم طرفاية) es una de las provincias creadas por Marruecos de la región de El Aaiún-Saguía el-Hamra. Parte de la provincia se encuentra en el territorio no autónomo ocupado y en disputa del Sáhara Occidental. Su capital es Tarfaya.
El estatus legal de una parte de este territorio y la cuestión de la soberanía están por resolver. El Frente Polisario, que constituyó en 1976 la República Árabe Saharaui Democrática, lo disputa con Marruecos.

## Demografía
En 2004 tenía una población de 10 420 habitantes. La principal localidad es Tarfaya.

## División administrativa
La provincia de Tarfaya consta de un municipio y cuatro comunas rurales:

### Municipios
- Tarfaya

### Comunas
- Ajfennir
- Tah
- Daora
- Hagunia